# 方介堪
方介堪（1901年11月—1987年8月25日），原名文榘，字溥如，又名宣浙，号介庵，后更名岩，字介堪，以字行，斋名玉篆楼，浙江温州人，中国篆刻家，温州博物馆首任馆长，西泠印社原副社长，中国书法家协会名誉理事。

## 生平
方家世居浙江省泰顺县，祖父方养卿为进府学读书，始落籍永嘉（今浙江省温州市）。其父方冠英精擅书法，有名于时。方家因经商失利，家道中落。
方介堪1901年出生於永嘉（今浙江省温州市），幼年进私塾启蒙，15岁入鼎源钱庄当学徒。方介堪生来性近翰墨，少年时即跟随父亲写字刻印，后以篆刻精良在温州崭露头角，被谢磊明收为弟子。在谢磊明指导下，方介堪先研习徐三庚的篆刻，后来又转习吴让之和汉印。其亦在协助谢磊明整理历代碑帖和收藏品的过程中得以广览印谱，艺识大进。
方介堪在温州结识了马孟容、马公愚、戴家祥等人，后又得吕渭英赏识。1926年，吕渭英因公去上海时带方介堪同行，将其介绍给金石书画家赵叔孺，成为其弟子，并被推荐到西泠印社工作。期间结识了吴昌硕。后上海美专校长刘海粟聘其任教篆刻，开始专攻秦汉古玺，并协助赵叔孺钩摹了印章文字《古印文字韵林》，又编纂《古玉印汇》、《玺印文综》二书。当时方介堪的篆刻已蜚声沪上，定居与寄居于上海的书画名家纷纷求刻，他由此创作了大量印章，尤其以鸟虫篆最为著名。方介堪交友甚多，与张大千、谢稚柳、唐云、褚德彝、曾熙、黄宾虹、丁辅之、王福庵、高野侯、楼辛壶、郑午昌等都有来往。
中華人民共和國成立後，方介堪与夏鼐、孙孟晋、戴家祥等联名致书文化部，成立了温州市文物管理委员会。方介堪任温州文管会常务副主任，主持日常工作。后又任温州博物馆馆长、温州工艺美术研究会副主任。1963年，方介堪先后赴上海、杭州、苏州，并发函北京，邀请郭沫若、陈叔通、马一浮、张宗祥、沈尹默、潘天寿、谢稚柳、唐云等为温州博物馆题字作画。1964年，应潘天寿之邀，在浙江美院书法专业讲授篆刻艺术。
晚年担任西泠印社副社长、中国书法家协会顾问、温州市书法家协会名誉主席等。1986年，方介堪应台湾中山艺社之求，题写篆书“已卜余年见太平”；又应中國國民黨革命委員會之邀，拟古玉印篆刻印章“日新”。1987年去世。

## 著作
出版有《玺印》、《文综》、《两汉官印》、《古印辨伪》、《秦汉对识拾遗》、《介堪论印》、《古玉印汇》、《晋朱曼妻薛买地卷考释》等书。